# Eremurus kopet-daghensis
Eremurus kopet-daghensis är en grästrädsväxtart som beskrevs av Sigmund Karrer. Eremurus kopet-daghensis ingår i släktet Eremurus och familjen grästrädsväxter. Inga underarter finns listade i Catalogue of Life.